# Kayokwe
Kayokwe è un comune del Burundi situato nella provincia di Mwaro con 49.127 abitanti (censimento 2008).

## Geografia antropica

### Suddivisioni amministrative
Il comune è suddiviso in 23 colline.